# طوسون باشا (فلم)
طوسون باشا (بالتركية: Tosun Paşa)، هي فيلم سينمائي تركي، وهي من نوع كوميديا، عرضت الفيلم سنة 1976، من بطولة كمال صونال، شنار شين، عديلة ناشط، تونجاي غوريل، آيشين غرودا، وعقيل أوزتونة.

## أحداث الفيلم
تقع أحداث الفيلم في فترة الحكم العثماني في مصر.